# ФК Оренбург
ФК Оренбург (рус. ФК «Оренбург») је руски професионални фудбалски клуб из Оренбурга, основан 1976. године. Од сезоне 2018/19. учествује у Премијер лиги Русије.

## Историја
Клуб је играо професионално од 1976. до 1982. под именом Газовик и од 1989. године. Пре 1976. године, други Оренбуршки тим, Локомотива Оренбург, играо је професионално, укључујући 3 сезоне у совјетској Првој лиги (други ранг такмичења) од 1960. до 1962. Године 1989. Газовик се звао Прогрес Оренбург. Газовик је наступао у Зони 5 Друге лиге из које је 1993. године испао у Зону 6 Треће лиге. У Другу лигу су се вратили 1997. године. У својој лигашкој зони били су другопласирани три пута: 2006, 2007. и 2008. да би коначно успели да се пласирају у Првој лиги у 2010. години.
Сезону 2015/16. Газовик Оренбург је завршио на 1. месту чиме је обезбедио промоцију у Премијер лиги по први пут у својој историји.
Клуб је 25. маја 2016. године променио имеу ФК Оренбург.
Клуб је своју прву сезону у Премијер лиги 2016/17. завршио на 13. месту. У баражу за опстанак су, након нерешеног резултата 0:0, поражени на пенале са 5:3 од ФК СКА-Хабаровск. Сезону 2017/18. у Првој лиги су завршили на 1. месту тако да су обезбедили повратак у Премијер лигу након само једне сезоне.

## Достигнућа
Домаћа такмичења
- Фудбалска национална лига Русије: 2

2015/16, 2017/18.

## Тренутни састав
Од 22. фебруара 2019.
| Бр. |             | Позиција | Играч                      |
| --- | ----------- | -------- | -------------------------- |
| 1   | Русија      | Г        | Александар Руденко         |
| 3   | Белорусија  | О        | Михаил Сиваков             |
| 6   | Хрватска    | О        | Силвије Бегић              |
| 7   | Србија      | Н        | Ђорђе Деспотовић           |
| 8   | Хрватска    | С        | Данијел Мишкић             |
| 9   | Русија      | Н        | Андреј Козлов              |
| 10  | Словенија   | С        | Денис поповић              |
| 11  | Русија      | Н        | Андреја Чуканов            |
| 12  | Русија      | О        | Андреј Малих               |
| 13  | Русија      | О        | Сергеј Терехов             |
| 15  | Русија      | О        | Дмитриј Андрејев (капитен) |
| 16  | Португалија | С        | Рикардо Алвеш              |

| Бр. |            | Позиција | Играч                                                |
| --- | ---------- | -------- | ---------------------------------------------------- |
| 19  | Русија     | С        | Алексеј Сутормин                                     |
| 23  | Русија     | С        | Сергеј Брејев                                        |
| 29  | Узбекистан | С        | Вадим Афонин                                         |
| 31  | Русија     | О        | Виталиј Шахов                                        |
| 32  | Русија     | С        | Артом Кулишев                                        |
| 56  | Русија     | Г        | Александар Довбња                                    |
| 58  | Русија     | О        | Адесој Ојевол                                        |
| 77  | Русија     | С        | Никита Маљаров                                       |
| 86  | Русија     | С        | Григориј Чиркин                                      |
| 88  | Русија     | Н        | Артом Галаџан (на позајмици из ФК Локомотива Москва) |
| 91  | Русија     | Г        | Евгени Фролов                                        |
| 92  | Русија     | С        | Денис Феденко                                        |